# Hayato Okamoto
Hayato Okamoto (岡元 勇人 Okamoto Hayato?,  nacido el 16 de octubre de 1974 en Shimane) es un exfutbolista japonés. Jugaba de centrocampista y su último club fue el Yokogawa Electric de Japón.

## Trayectoria

### Clubes
| Club              | País  | Año         |
| ----------------- | ----- | ----------- |
| FC Tokyo          | Japón | 1993 - 2000 |
| Yokogawa Electric | Japón | 2001 - 2002 |